# Station Vuzenica
Station Vuzenica (Duits: Saidenhofen) is een spoorwegstation aan de Drautalspoorlijn in de gemeente Vuzenica (Slovenië-Štajerska-Podravska).